# Matt Sweeney
Matt Sweeney est un guitariste, chanteur, et producteur américain qui a travaillé avec divers musiciens et groupes.